# Palaquium beccarianum
Palaquium beccarianum là một loài thực vật có hoa trong họ Hồng xiêm. Loài này được (Pierre) P.Royen mô tả khoa học đầu tiên năm 1957.